# Weather Remixes
Weather Remixes – remix album Weather, wydany 18 grudnia 2020 roku przez wytwórnie muzyczne Mom + Pop Music i Ninja Tune w formacie digital download (pliki MP3, AAC, FLAC).

## Historia i muzyka albumu
Weather Remixes zawiera remiksy utworów z albumu Weather z 2019 roku. Wydany na początku 2020 roku album Simulcast zawierał wersje instrumentalne utworów z Weather. Remiksy na Weather były dziełem zarówno uznanych artystów (Nitemoves, Com Truise i Christopher Willits) jak i nowicjuszy (RAC, Satin Jackets, Mild Minds i Pluko). Każdy z nich wniósł coś od siebie. W odróżnieniu od Weather na jego remiksie pojawiło się trochę electro-funku, wygładzonego brzmienia syntezatorów i rytmów downtempo.
Tycho ze szczególnym uznaniem wyraził się o wkładzie Coma Truise’a do utworu „No Stress”.

Com Truise to artysta, którego twórczość bardzo szanuję i podziwiam. Obaj zaczynaliśmy jako graficy, obaj wydawaliśmy w tej samej wytwórni – Ghostly International – i obaj mieliśmy swoje przełomowe płyty mniej więcej w tym samym czasie. Czuję więc, że istnieje głęboka więź między naszymi dokonaniami (…). Jednym z moich ulubionych remiksów Tycho jest jego przeróbka 'Awake', więc bardzo się cieszę, że mogę zaprezentować remiks 'No Stress' Coma Truise'a.

Podobne uznanie pod adresem Tycho wyraził Com Truise. Z nowo zaproszonych muzyków z uznaniem o twórczości Tycho wyraził się Satin Jackets (Tim Bernhardt), twórca remiksu „Japan”: 

Byłem obeznany z muzyką [Tycho] i zawsze podobał mi się jej crossoverowy charakter. Ludzie, którzy słuchają moich oryginałów wiedzą, że uwielbiam pracować z wokalistami, a wokale Saint Sinner na „Japan” idealnie mi pasowały i praca z nimi była wielką przyjemnością.

## Lista utworów
Zestaw utworów na digital download:
| 1. | Easy (Mild Minds Remix) Featuring – Saint Sinner                | 5:56  |
|    |                                                                 |       |
| 2. | Pink & Blue (RAC Mix) Featuring – Saint Sinner                  | 3:37  |
|    |                                                                 |       |
| 3. | Japan (Satin Jackets Remix) Featuring – Saint Sinner            | 3:57  |
|    |                                                                 |       |
| 4. | Into The Woods (Christopher Willits Remix)                      | 4:44  |
|    |                                                                 |       |
| 5. | Skate (Pluko Remix) Featuring – Saint Sinner                    | 3:16  |
|    |                                                                 |       |
| 6. | For How Long (Harvey Sutherland Remix) Featuring – Saint Sinner | 4:46  |
|    |                                                                 |       |
| 7. | No Stress (Com Truise Remix) Featuring – Saint Sinner           | 4:37  |
|    |                                                                 |       |
| 8. | Weather (Nitemoves Remix)                                       | 4:03  |
|    |                                                                 |       |
|    |                                                                 | 34:56 |
|    |                                                                 |       |